# Matayba yutajensis
Matayba yutajensis är en kinesträdsväxtart som beskrevs av J.A. Steyermark. Matayba yutajensis ingår i släktet Matayba och familjen kinesträdsväxter. Inga underarter finns listade i Catalogue of Life.